# Etelvulfo del Wessex
Etelvulfo (in antico inglese Æþelvvulf, lett. "Nobile lupo"; Aquisgrana, 795 circa – 13 gennaio 858) regnò sul Wessex dal 839 al 858.

## Biografia
Nel 825, suo padre il re Egberto, sconfisse re Beornwulf di Mercia, ponendo fine al lungo dominio merciano sull'Inghilterra anglosassone sotto l'Humber. Egberto diede a Etelvulfo un esercito per andare nel Kent a spodestare il viceré merciano e nominarsi viceré. Dopo il 830, Egberto mantenne buone relazioni con Mercia, e così rimasero con Etelvulfo quando divenne re nell'839, il primo figlio a succedere al padre sul trono dei Sassoni occidentali dal 641.
I vichinghi non posero una grande minaccia per il Wessex durante il regno di Etelvulfo. Nell'843, fu sconfitto in una battaglia contro i vichinghi a Carhampton nel Somerset, ma conquistò un'importante vittoria nella battaglia di Aclea nell'851. Nell'853, si unì a una spedizione merciana in Galles con la quale fu sconfitto Cyngen ap Cadell e fu ripristinata la tradizionale egemonia merciana nel paese e, nello stesso anno, sua figlia Æthelswith sposò il re Burgred di Mercia. Nell'855, Etelvulfo si recò a Roma in pellegrinaggio; in preparazione concesse la "decimazione", donando un decimo delle sue proprietà ai suoi sudditi; nominò il suo figlio maggiore Etelbaldo reggente del Wessex in sua assenza, mentre lasciò al figlio Etelberto il Kent e il sudest. Etelvulfo trascorse a Roma un anno, e sulla via del ritorno sposò Giuditta, figlia del re franco occidentale Carlo il Calvo. Durante il pellegrinaggio, avvenuto con il suo figlio più giovane, Alfredo, fece completare i lavori per una casa di accoglienza dei pellegrini sassoni presso la chiesa di Santo Spirito in Sassia e fece sontuose donazioni alle chiese e al popolo di Roma.
Quando Etelvulfo fece ritorno in Inghilterra, Etelbaldo rifiutò di cedere il trono, per cui Etelvulfo accettò di dividere il regno, prendendosi la parte orientale e lasciando il resto in mano a Etelbaldo. Alla morte di Etelvulfo nell'858, il Wessex rimase a Etelbaldo e il Kent a Etelberto; tuttavia, la morte di Etelbaldo avvenuta due anni dopo portò alla riunificazione del regno. 

Il giudizio storiografico di Etelvulfo cambiò col passare degli anni. Nel XX secolo il giudizio era negativo tra gli storici che ritenevano il sovrano eccessivamente devoto e non pragmatico, e vedevano il pellegrinaggio a Roma come una diserzione dai suoi doveri. Nel XXI la visione è cambiata: gli storici lo valutano come un sovrano che consolidò ed estese la potenza della sua dinastia, impose rispetto sul continente, e si occupò degli attacchi vichinghi meglio di molti dei suoi contemporanei. Perciò è considerato uno dei più importanti sovrani sassoni occidentali, che gettò le fondamenta per il successo del suo figlio più giovane, Alfredo il Grande

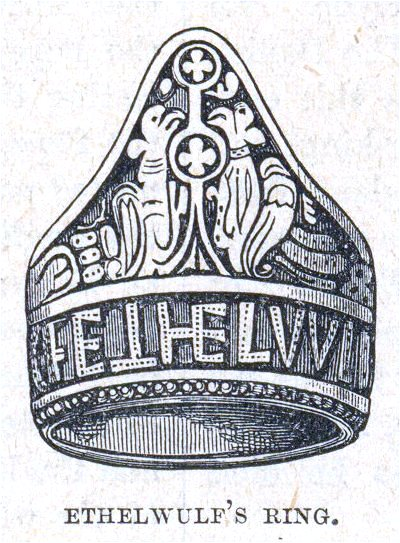
L'anello di Etelvulfo - Illustrazione dalla Storia d'Inghilterra di Cassell - Edizione del Centenario - pubblicata all'incirca nel 1902. L'anello, riccamente decorato con simboli religiosi, ha inscritto "Ethelwulf Rex" e fu trovato a Laverstock, Wiltshire, nel 1780; si pensa sia stato donato a Etelvulfo da uno dei suoi fedeli sudditi.

## Ascendenza
|                             |   |   | Genitori |  |  | Nonni |  |  | Bisnonni        |  |  | Trisnonni |  |
|                             |   |   |          |  |  |       |  |  | Eafa del Wessex |  |  | Eoppa     |  |
|                             |   |   |          |  |  |       |  |  | Eafa del Wessex |  |  | Eoppa     |  |
|                             |   | … |          |  |  |       |  |  | Eafa del Wessex |  |  |           |  |
| Ealhmund del Kent           |   |   |          |  |  |       |  |  | Eafa del Wessex |  |  |           |  |
|                             |   | … | …        |  |  |       |  |  |                 |  |  |           |  |
|                             |   | … | …        |  |  |       |  |  |                 |  |  |           |  |
|                             |   | … | …        |  |  |       |  |  |                 |  |  |           |  |
| Egberto del Wessex          |   | … |          |  |  |       |  |  |                 |  |  |           |  |
|                             |   | … | …        |  |  |       |  |  |                 |  |  |           |  |
|                             |   | … | …        |  |  |       |  |  |                 |  |  |           |  |
|                             |   | … | …        |  |  |       |  |  |                 |  |  |           |  |
| …                           |   | … |          |  |  |       |  |  |                 |  |  |           |  |
|                             |   | … | …        |  |  |       |  |  |                 |  |  |           |  |
|                             |   | … | …        |  |  |       |  |  |                 |  |  |           |  |
|                             |   | … | …        |  |  |       |  |  |                 |  |  |           |  |
| Etelvulfo del Wessex        |   | … |          |  |  |       |  |  |                 |  |  |           |  |
|                             | … | … |          |  |  |       |  |  |                 |  |  |           |  |
|                             | … | … |          |  |  |       |  |  |                 |  |  |           |  |
|                             | … | … |          |  |  |       |  |  |                 |  |  |           |  |
| …                           | … |   |          |  |  |       |  |  |                 |  |  |           |  |
|                             |   | … | …        |  |  |       |  |  |                 |  |  |           |  |
|                             |   | … | …        |  |  |       |  |  |                 |  |  |           |  |
|                             |   | … | …        |  |  |       |  |  |                 |  |  |           |  |
| Redburga, regina del Wessex |   | … |          |  |  |       |  |  |                 |  |  |           |  |
|                             |   | … | …        |  |  |       |  |  |                 |  |  |           |  |
|                             |   | … | …        |  |  |       |  |  |                 |  |  |           |  |
|                             |   | … | …        |  |  |       |  |  |                 |  |  |           |  |
| …                           |   | … |          |  |  |       |  |  |                 |  |  |           |  |
|                             |   | … | …        |  |  |       |  |  |                 |  |  |           |  |
|                             |   | … | …        |  |  |       |  |  |                 |  |  |           |  |
|                             |   | … | …        |  |  |       |  |  |                 |  |  |           |  |
|                             |   | … |          |  |  |       |  |  |                 |  |  |           |  |

## Nella cultura di massa
Re Etelvulfo, nella dizione più originale di Re Aethelwulf, è uno dei personaggi maggiori della serie televisiva Vikings dove viene interpretato da Moe Dunford.